# Buch-Sankt Magdalena
Buch-Sankt Magdalena è un comune austriaco di 2 168 abitanti nel distretto di Hartberg-Fürstenfeld, in Stiria. È stato creato il 1º gennaio 2013 dalla fusione dei precedenti comuni di Buch-Geiseldorf e Sankt Magdalena am Lemberg, appartenenti al distretto di Hartberg; capoluogo comunale è Unterbuch.